# エドワード・ジェームズ・ストーン
エドワード・ジェームズ・ストーン（英語: Edward James Stone、1831年2月28日 - 1897年5月6日）は、イギリスの天文学者。1880年のケープカタログ、1890年のラドクリフカタログ等星表の編纂で知られる。

## 経歴
ロンドンのノッティング・ヒルに生まれる。ケンブリッジ大学のクィーンズ・カレッジで学び、同校の研究員になる。翌年ロバート・メイン（Robert Main）の後のグリニッジ天文台のチーフ・アシスタントになり、それまで不確かであった天文学の基本的な測定に取り組んだ。それらは太陽の視差（天文単位）や月の視差である。1860年と1862年の火星の観測により太陽の視差を求め、1769年の金星の日面通過の観測によって、太陽までの距離の測定の精度を高めた。月の視差を求め、月の質量を求め、章動の値を求めた。1870年にトーマス・マクリアの引退の後、喜望峰のケープ天文台の王立天文官の職を継いだ。最初の仕事は前任者たちの観測結果を整理して発表することで、1856年から1860年に観測された1159の恒星の観測結果を編集し発表した。1878年までに、南極点から南緯25度の間の7等星以上の恒星カタログをまとめ、1881年に発表したのが最大の業績である。
1878年にメインが没すると、1879年に南アフリカを離れ、ラドクリフ天文台に移った。ケープ天文台の観測結果をさらに拡充し、南緯25度から赤道までの恒星カタログを製作した。ラドクリフの観測結果を集め、6424の星の位置が含まれる恒星カタログを製作した。
1874年の金星の日面通過をケープ天文台で観測し、1882年の観測を組織した。1896年の日食観測はノヴァヤゼムリャで行った。1898年の日食観測をインドで行うつもりであったが、急死した。
1882年から1884年の間、王立天文学会の会長を務めた。1869年に王立天文学会ゴールドメダルを受賞し、1880年にフランス科学アカデミーからラランド賞を受賞した。